# Štiavnik (přítok Slavkovského potoka)
Štiavnik je potok ve Vysokých Tatrách v okrese Poprad na Slovensku. Je to levý přítok Slavkovského potoka. Je dlouhý 8 km. Je tokem V. řádu.

## Průběh toku
Pramení na jižním svahu Slavkovského štítu (2452,4 m) v nadmořské výšce přibližně 2300 m. Nejprve teče na jih. Po přibrání levého přítoku z jižního svahu Slavkovského štítu se stáčí na jihovýchod. Vtéká do Tatranského podhoří a přibírá další levostranný přítok z jihovýchodního svahu toho samého štítu. Zleva poté přibírá dva další krátké přítoky a jeden delší z jižního svahu Slavkovského Nosu (2273,1 m) a protéká přes Nový Smokovec. Pokračuje více jihojihovýchodně a pod kótou Na Burich (764,7 m) ústí v nadmořské výšce 750 m už v Popradské kotlině, severozápadně od obce Veľký Slavkov do Slavkovského potoka.